# Anchichoerops
Anchichoerops és un gènere de peixos de la família dels làbrids i de l'ordre dels perciformes.

## Taxonomia
- Anchichoerops natalensis (Gilchrist i Thompson, 1909)[1][2][3][4][5][6][7][8]